# Ной-Калис
Ной-Калис (нем. Neu Kaliß) — община в Германии, в земле Мекленбург-Передняя Померания.
Входит в состав района Людвигслуст. Подчиняется управлению Дёмиц-Маллис.  Население составляет 1965 человек (на 31 декабря 2010 года). Занимает площадь 34,05 км².
Коммуна подразделяется на 4 сельских округа.